# Collegio uninominale Lazio 1 - 07 (2020)
Il collegio elettorale uninominale Lazio 1 - 07 è un collegio elettorale uninominale della Repubblica Italiana per l'elezione della Camera dei deputati.

## Territorio
Come previsto dalla legge n. 51 del 27 maggio 2019, il collegio è stato definito tramite decreto legislativo all'interno della circoscrizione Lazio 1.
È formato da una parte del territorio del comune di Roma: il Municipio Roma XIII (Aurelia), il Municipio Roma XIV (Monte Mario) e il Municipio Roma XV (Cassia Flaminia).
Il collegio è parte del collegio plurinominale Lazio 1 - 03.

## Eletti
| Elezione | Elezione | Deputato       | Partito |
| -------- | -------- | -------------- | ------- |
|          | 2022     | Federico Freni | Lega    |

## Dati elettorali

### XIX legislatura
Come previsto dalla legge elettorale, 147 deputati sono eletti con sistema a maggioranza relativa in altrettanti collegi uninominali a turno unico.
| Candidati                                 | Candidati                | Voti    | %     | Liste                                 | Voti    | %     |
| ----------------------------------------- | ------------------------ | ------- | ----- | ------------------------------------- | ------- | ----- |
|                                           | Federico Freni ✔️ Eletto | 91 317  | 42,00 | Fratelli d'Italia                     | 67 314  | 30,96 |
| Lega per Salvini Premier                  | Federico Freni ✔️ Eletto | 91 317  | 42,00 | 11 345                                | 5,22    |       |
| Forza Italia                              | Federico Freni ✔️ Eletto | 91 317  | 42,00 | 11 238                                | 5,17    |       |
| Noi moderati/Lupi - Toti - Brugnaro - UDC | Federico Freni ✔️ Eletto | 91 317  | 42,00 | 1 420                                 | 0,65    |       |
|                                           | Carlo Romano             | 62 754  | 28,87 | Partito Democratico-IDP               | 45 245  | 20,81 |
| Alleanza Verdi e Sinistra                 | Carlo Romano             | 62 754  | 28,87 | 8 408                                 | 3,87    |       |
| +Europa                                   | Carlo Romano             | 62 754  | 28,87 | 7 887                                 | 3,63    |       |
| Impegno Civico - Centro Democratico       | Carlo Romano             | 62 754  | 28,87 | 1 214                                 | 0,56    |       |
|                                           | Carola Penna             | 27 094  | 12,46 | Movimento 5 Stelle                    | 27 094  | 12,46 |
|                                           | Valentina Grippo         | 26 007  | 11,96 | Azione - Italia Viva - Calenda        | 26 007  | 11,96 |
|                                           | Claudio Stamegna         | 3 071   | 1,41  | Unione Popolare                       | 3 071   | 1,41  |
|                                           | Carlotta Chiaraluce      | 3 056   | 1,41  | Italexit                              | 3 056   | 1,41  |
|                                           | Paolo Gulisano           | 2 584   | 1,19  | Italia Sovrana e Popolare             | 2 584   | 1,19  |
|                                           | Andrea Mencarelli        | 1 111   | 0,51  | Vita                                  | 1 111   | 0,51  |
|                                           | Massimo Boschi           | 411     | 0,19  | Alternativa per l'Italia (PdF - Exit) | 411     | 0,19  |
| Totale                                    | Totale                   | 217 405 | 100   |                                       | 217 405 | 100   |
|                                           |                          |         |       |                                       |         |       |
| Schede bianche                            | Schede bianche           | 1 477   | 0,66  |                                       |         |       |
| Schede nulle                              | Schede nulle             | 3 996   | 1,79  |                                       |         |       |
| Votanti                                   | Votanti                  | 222 878 | 65,04 |                                       |         |       |
| Elettori                                  | Elettori                 | 342 671 |       |                                       |         |       |